# Eucalyptus pauciflora
L'Eucalyptus pauciflora (en anglès:Snow Gum en referència al fet que creix a gran altitud). L'epítet específic pauciflora vol dir que té poques flors, és un arbre de mida petita o un arbust alt natiu de l'est d'Austràlia.

## Hàbitat
Normalment es troba en hàbitat subalpins de l'est d'Austràlia on forma el límit arbori de la zona. En llocs de poca altitud pot arribar a fer 20 m d'alt. Es troba principalment en el Parc Nacional de Kosciuszko.

## Descripció
La seva escorça és suau i blanca o lleugerament grisa. Les fulles adultes són normalment lanceolades amb venes laterals No perd les seves fulles a l'hivern sinó que progressivament les fulles s'adapten al pes de la neu.

## Subespècies

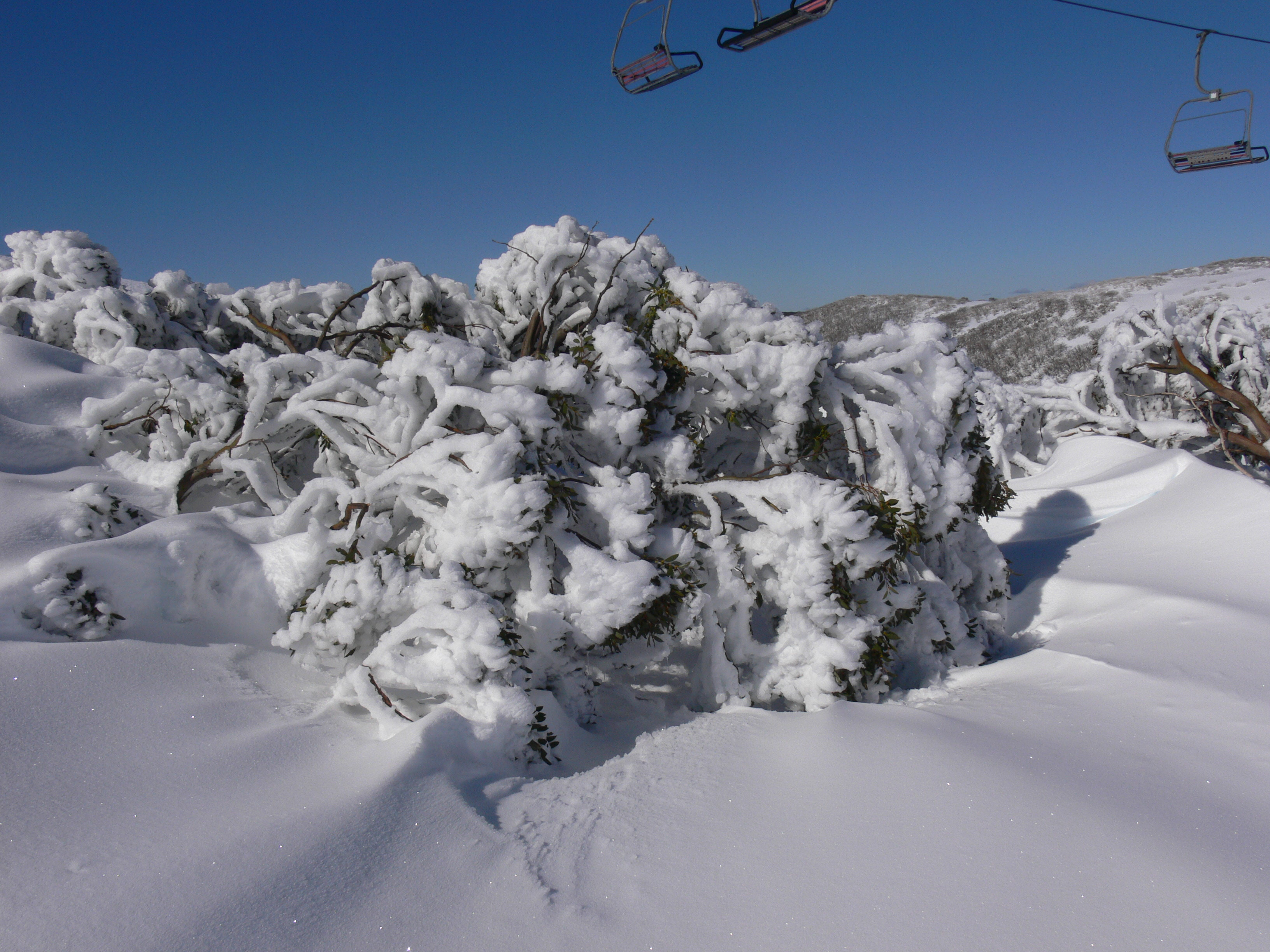
E. pauciflora als Alps Australians a l'hivern

- E. pauciflora subsp. pauciflora, la més estesa
- E. pauciflora subsp. debeuzevillei, syn. E. debeuzevillei, només a Nova Gal·les del Sud.
- E. pauciflora subsp. niphophila, syn. E. niphophila, a les parts més altes dels Alps Australians.

## Distribució
E. pauciflora es troba en arbredes obertes entre 1.300 m i 1.800 m d'altitud a Victoria, Tasmània i Nova Gal·les del Sud on forma el límit arbori. En les terres baixes es troba a la frontera entre Queensland i Austràlia del Sud. Hi ha pocs arbres d'aquesta espècie a les terres baixes.
Es regeneren per llavors, brots epicòrnics sota l'escorça i lignotúbers. Es tracta de l'espècie d'eucaliptus més tolerant al fred amb la subespècie niphophila que sobreviu a temperatures per sota de -18 °C. Ha estat introduït a Noruega.
A Tasmània E. pauciflora s'hibrida amb Eucalyptus coccifera i Eucalyptus amygdalina